# زابديسين
زابديسين أو بيزاده كانت إمارة تابعة لباقردا  في كردستان الوسطى جنوب شرق الأناضول.

## الموقع
كانت تقع على الغرب من إمارة أيك، جنوب غرب إمارة أنجيواسي، وإلى الشمال من حدياب.
تم اعتبار زابديسين معقل روماني كبير، وفي العام 360 للميلاد كانت تخضع للاحتلال من قِبَل شابور الثاني.
بدأت الإمارة بفقدان أهميتها بحلول منتصف القرن الخامس للميلاد.